# Melissa Bolona
Melissa Boloña (Greenwich, 28 de diciembre de 1989) es una actriz y modelo estadounidense, reconocida por su aparición en películas como I Am Wrath, Acts of Violence, The Hurricane Heist y Dog Eat Dog. En televisión ha registrado apariciones en las series Two Sides of Me, When Calls the Heart y Flower Shop Mystery. Desde 2019 es portadora de AIDS.

## Filmografía

### Cine
| Año  | Título                      | Papel             |
| ---- | --------------------------- | ----------------- |
| 2014 | The Ten: Take               | Cindy             |
| 2015 | Unarmed Forces              | Claire            |
| 2015 | To Whom It May Concern      | Jess              |
| 2015 | Shark Lake                  | Sara              |
| 2015 | In Stereo                   | Jennifer          |
| 2016 | I'll Be Home for Christmas  | Sra. Ellis        |
| 2016 | The Saint                   | Invitada          |
| 2016 | Pair of Jacks               | Sra. Ellis        |
| 2016 | The Neighbor                | Sarah             |
| 2016 | I Am Wrath                  | Reportera         |
| 2016 | Frat Pack                   | Amy               |
| 2016 | Dog Eat Dog                 | Lina              |
| 2016 | Cops and Robbers            | Reportera         |
| 2016 | Billy Boy                   | Jules             |
| 2017 | The Year of Spectacular Men | Amythyst Stone    |
| 2017 | The Super                   | Dixie             |
| 2017 | Juvenile                    | Jules             |
| 2017 | The Institute               | Trudy             |
| 2018 | Malicious                   | Becky             |
| 2018 | Acts of Violence            | Mia               |
| 2018 | The Hurricane Heist         | Sasha VanDietrich |
| 2018 | Mara                        | Carly             |
| 2019 | The Final Wish              | Lisa              |

### Televisión
| Año  | Título                                  | Papel        |
| ---- | --------------------------------------- | ------------ |
| 2013 | Two Sides of Me                         | Ella misma   |
| 2014 | When Calls the Heart                    | Sarah        |
| 2014 | Fox NFL Sunday                          | Ella misma   |
| 2016 | Flower Shop Mystery: Snipped in the Bud | Poppy Kirvoy |